# Statu quo
La locució statu quo és una expressió llatina que hom pot traduir com a ‘estat actual de les coses, situació en què es troben’. Fa referència a l'estat general d'un assumpte en un moment donat. Normalment es tracta d'assumptes amb dues parts interessades més o menys contraposades, en els quals un conjunt de factors donen lloc a un cert equilibri (statu quo) més o menys durador en el temps, sense que aquest equilibri hagi de ser igualitari. Per exemple, en una situació de dominació existeix un statu quo a favor del dominador.
Relacionada amb aquesta expressió, la frase «manteniment de l'statu quo» fa referència a la continuació de la situació d'equilibri, encara que els factors individuals poden canviar, però de manera complementària, fent que es mantingui l'estat d'equilibri global. El concepte prové del terme diplomàtic statu quo ante bellum, que significa ‘com era abans de la guerra’ en el sentit de recuperar la situació de poder i lideratge que existia abans d'una guerra.
En l'àmbit de la política i la diplomàcia, el terme statu quo s'utilitza sovint amb l'objectiu de mantenir l'ambigüitat sobre la situació a la qual es refereix, de manera que s'evita explicitar els factors d'enfrontament que existeixen, encara que els interlocutors saben quins són. En altres ocasions simplement es busca simplificar la conversa, com a resum dels diferents elements que intervenen.